# Perry Miller
Perry Miller (25 febbraio 1905 – 9 dicembre 1963) è stato uno storico e docente dell'Università di Harvard statunitense.
È stato uno dei fondatori degli Studi americani. Il critico e saggista Alfred Kazin lo descrisse come "maestro della storia intellettuale americana". Ricevette postumo il Premio Pulitzer per la sua opera, anch'essa postuma, The Life of the Mind in America.

## Opere
- Orthodoxy in Massachusetts, 1630-1650 (1933)
- The New England Mind: The Seventeenth Century (1939)
- Jonathan Edwards (1949)
- The New England Mind: From Colony to Province (1953)
- Roger Williams: His Contribution to the American Tradition (1953)
- Errand into the Wilderness (1956)
- The American Puritans (1956, come curatore)
- The American Transcendentalists, their Prose and Poetry (1957)
- The Raven and the Whale: Poe, Melville and the New York Literary Scene (1957)
- Consciousness in Concord: The Text of Thoreau's Hitherto "Lost Journal" (1958)
- The Legal Mind in America: from Independence to the Civil War (1961)
- The Life of the Mind in America: From the Revolution to the Civil War (1965)